# Олден (тауншип, округ Сент-Луис, Миннесота)
Олден (англ. Alden) — тауншип в округе Сент-Луис, Миннесота, США. На 2000 год его население составило 198 человек.

## География
По данным Бюро переписи населения США площадь тауншипа составляет 92,6 км², из которых 92,4 км² занимает суша, а 0,3 км² — вода (0,28 %).

## Демография
По данным переписи населения 2000 года здесь находились 198 человек, 71 домохозяйство и 58 семей.  Плотность населения —  2,1 чел./км².  На территории тауншипа расположено 92 постройки со средней плотностью 1,0 построек на один квадратный километр. Расовый состав населения: 96,97 % белых, 2,53 % коренных американцев и 0,51 % приходится на две или более других рас. Испанцы или латиноамериканцы любой расы составляли 0,51 % от популяции тауншипа.
Из 71 домохозяйства в 46,5 % воспитывались дети до 18 лет, в 73,2 % проживали супружеские пары, в 4,2 % проживали незамужние женщины и в 18,3 % домохозяйств проживали несемейные люди. 16,9 % домохозяйств состояли из одного человека, при том 4,2 % из — одиноких пожилых людей старше 65 лет. Средний размер домохозяйства — 2,79, а семьи — 3,12 человека.
30,3 % населения — младше 18 лет, 3,5 % — в возрасте от 18 до 24 лет, 34,8 % — от 25 до 44, 23,2 % — от 45 до 64, и 8,1 % — старше 65 лет. Средний возраст — 38 лет. На каждые 100 женщин приходилось 110,6 мужчин.  На каждые 100 женщин старше 18 приходилось 115,6 мужчин.
Средний годовой доход домохозяйства составлял 48 750 долларов, а средний годовой доход семьи —  49 375 долларов. Средний доход мужчин —  41 250  долларов, в то время как у женщин — 28 750. Доход на душу населения составил 17 897 долларов. За чертой бедности находились 10,7 % семей и 7,5 % всего населения тауншипа, из которых 3,0 % младше 18 лет.